# Karavelovo (distrikt i Bulgarien, Jambol)
Karavelovo (bulgariska: Каравелово) är ett distrikt i Bulgarien.   Det ligger i kommunen obsjtina Tundzja och regionen Jambol, i den östra delen av landet, 280 km öster om huvudstaden Sofia.
Trakten runt Karavelovo består till största delen av jordbruksmark. Runt Karavelovo är det ganska glesbefolkat, med 26 invånare per kvadratkilometer.